# Lüneburg-Mittelfeld
Das Mittelfeld ist der westlichste Stadtteil von Lüneburg und grenzt im Norden an die Weststadt, im Südosten an das Rote Feld und im Südwesten an den Ortsteil Oedeme.

## Geschichte
Im Zentrum Mittelfelds liegt der Meinekenhop, der im 17. Jahrhundert als Waldstück zur Abholzung an den Rat der Stadt verkauft wurde. Über dieses Gebiet führten die Verbindungswege nach Oedeme und zum Gut Schnellenberg.
Ende des 19. Jahrhunderts wurde südlich des Oedemer Weges der Zentralfriedhof angelegt, nachdem die älteren Friedhöfe zu klein geworden waren. 1876 fand die erste Beisetzung statt. Der Friedhof hat viele sehenswerte Grabmäler von Lüneburger Persönlichkeiten.
Ganz im Osten, zur Stadt gewandt, entstand 1900 das Städtische Krankenhaus als zunächst zweiflügeliger Bau, der seitdem ständig erweitert wurde.
1922 gründete der damalige Lüneburger Bürgervorsteher Ernst Braune die Lüneburger Volkshaus GmbH, Vorgängerin der Lüneburger Wohnungsbau GmbH (LüWoBau). Diese begann mit der umfassenden Bebauung des Mittelfelds, heute bekannt als Ernst-Braune-Siedlung, um dem andauernden Wohnungsmangel zu begegnen. Der Meinekenhop wurde Mitte der 1930er Jahre als geschlossenes Ensemble nach Gartenstadt-Vorbildern errichtet.

## Wirtschaft und Infrastruktur
Der Stadtteil ist hauptsächlich geprägt durch Ein- und Mehrfamilienwohnhäuser. Im Osten liegt das Städtische Klinikum Lüneburg sowie der Zentralfriedhof. Die beiden Wohngebiete Schaperdrift und Teufelsküche sind zwar vor allem über das Mittelfeld an das Verkehrsnetz angeschlossen, gehören jedoch zum Ortsteil Oedeme.